# Subhuman Race
Pour les articles homonymes, voir Subhuman.
Albums de Skid Row
B-Side Ourselves
(1992) Subhuman Beings on Tour
(1995)
Singles
1. Breakin' Down
Sortie : avril 1995
2. My Enemy
Sortie : mai 1995
3. Into another
Sortie : octobre 1995

Subhuman Race est le 3e album studio du groupe américain de heavy metal, Skid Row. Cet album est sorti le 28 mars 1995 sur le label Atlantic Records et a été produit par Bob Rock.

## Développement
L'album est enregistré aux Greenhouse Studios de Vancouver et aux Seacoast Sound studios de Victoria, au Canada, ainsi qu'au Thin Man's Cantina Studio dans le New Jersey, aux États-Unis. Sa sortie intervint quatre ans après leur deuxième album Slave to the Grind, leur EP B-Sides Ourselves sorti en 1992 n'étant que composé de reprises.
L'enregistrement ne se déroula pas dans les meilleures conditions, des dissensions internes et l'arrivée d'un nouveau producteur, Bob Rock, à la place de Michael Wagener ne simplifiant le travail. Sebastian Bach et Rob Affuso quitteront le groupe après la tournée de promotion de l'album.
Subhuman Race ne connut pas le succès des deux albums précédents, mais se classa quand même à la 35e au Billboard 200 et à la 8e place dans les charts britanniques.

## Accueil
Subhuman Race a reçu des critiques mitigées, voire positives, de la part des critiques musicaux. Stephen Thomas Erlewine d'AllMusic a écrit que le groupe avait « ramené sa musique à l'essentiel » et qu'il s'agissait de leur « disque le plus fort et le plus vicieux à ce jour ». Le critique de Rolling Stone l'a qualifié de « riffage » le plus frais depuis l'album de Soundgarden de l'année dernière et a également noté les « lignes de guitare serrées et chaudes et les accroches radio qui se gravent dans votre cerveau. » Le journaliste canadien Martin Popoff a trouvé l'album assez complexe, Skid Row « absorbant les meilleurs éléments du grunge dans leur amour démesuré de tout ce qui est métal. » Il a fait l'éloge de la performance de Bach et de l'attitude « street-savvy » du groupe ainsi que de son « éthique prog » qui transparaît dans l'album.

## Liste des titres
| No  | Titre                | Auteur                                  | Durée |
| --- | -------------------- | --------------------------------------- | ----- |
| 1.  | My Enemy             | Rob Affuso / Rachel Bolan / Scotti Hill | 3:38  |
| 2.  | Firesign             | Sebastian Bach, Bolan, Hill, Dave Sabo  | 4:54  |
| 3.  | Bonehead             | Bolan, Sabo                             | 2:16  |
| 4.  | Beat Yourself Blind  | Bach, Bolan, Hill, Sabo                 | 5:02  |
| 5.  | Eileen               | Affuso, Bach, Bolan, Sabo               | 5:36  |
| 6.  | Remains to Be Seen   | Bolan, Hill, Sabo                       | 3:34  |
| 7.  | Subhuman Race        | Bolan, Hill, Sabo                       | 2:40  |
| 8.  | Frozen               | Bolan, Sabo                             | 4:43  |
| 9.  | Into Another         | Bolan, Sabo                             | 4:02  |
| 10. | Face Against My Soul | Affuso, Bach, Bolan,Sabo                | 4:20  |
| 11. | Medecine Jar         | Bolan, Hill, Sabo                       | 3:36  |
| 12. | Breakin' Down        | Sabo                                    | 4:30  |
| 13. | Iron Will            | Affuso / Bolan / Hill / Sabo            | 7:43  |

- Les démos de Frozen et Firesign étaient disponibles sur le single Breakin' Down.

## Classements

### Albums
| Pays                          | Durée du classement | Meilleure position | Date          |
| ----------------------------- | ------------------- | ------------------ | ------------- |
| Allemagne (GfK Entertainment) | 7 semaines          | 57e                | 1er mai 1995  |
| Australie (ARIA Charts)       | 4 semaines          | 5e                 | 23 avril 1995 |
| Canada (RPM)                  | 7 semaines          | 31e                | 10 avril 1995 |
| États-Unis (Billboard 200)    | 9 semaines          | 35e                | 15 avril 1995 |
| France (SNEP)                 | 1 semaine           | 36e                | 26 mars 1995  |
| Pays-Bas (MegaCharts)         | 4 semaines          | 84e                | 22 avril 1995 |
| Royaume-Uni (UK Albums Chart) | 3 semaines          | 8e                 | 8 avril 1995  |
| Suède (Sverigetopplistan)     | 3 semaines          | 21e                | 31 mars 1995  |
| Suisse (Schweizer Hitparade)  | 1 semaine           | 49e                | 30 avril 1995 |

### Singles
| Single         | Chart                  | Durée du classement | Meilleure position | Date             |
| -------------- | ---------------------- | ------------------- | ------------------ | ---------------- |
| Into Another   | Mainstream Rock Tracks | 6 semaines          | 28e                | 20 mai 1995      |
| Breakin' Down' | UK Singles Chart       | 2 semaines          | 48e                | 18 novembre 1995 |

## Musiciens
- Rob Affuso — batterie, percussions
- Sebastian Bach — chant
- Rachel Bolan — basse, chœurs
- Scotti Hill — guitares
- Dave « the Snake » Sabo — guitares, chœurs